# دوروتیا لنگ
دوروتیا لنگ (به انگلیسی: Dorothea Lange) (۲۶ مه ۱۸۹۵ – ۱۱ اکتبر ۱۹۶۵) یک عکاس مستند و خبری تاثیرگذار آمریکایی بود که علت شهرت وی تصاویر وی از دوره رکود بزرگ با عنوان پروژه اداره حفاظت از مزارع (FSA) و تاثیرات جنگ جهانی دوم بر جامعه آمریکا بود.

## نگارخانه

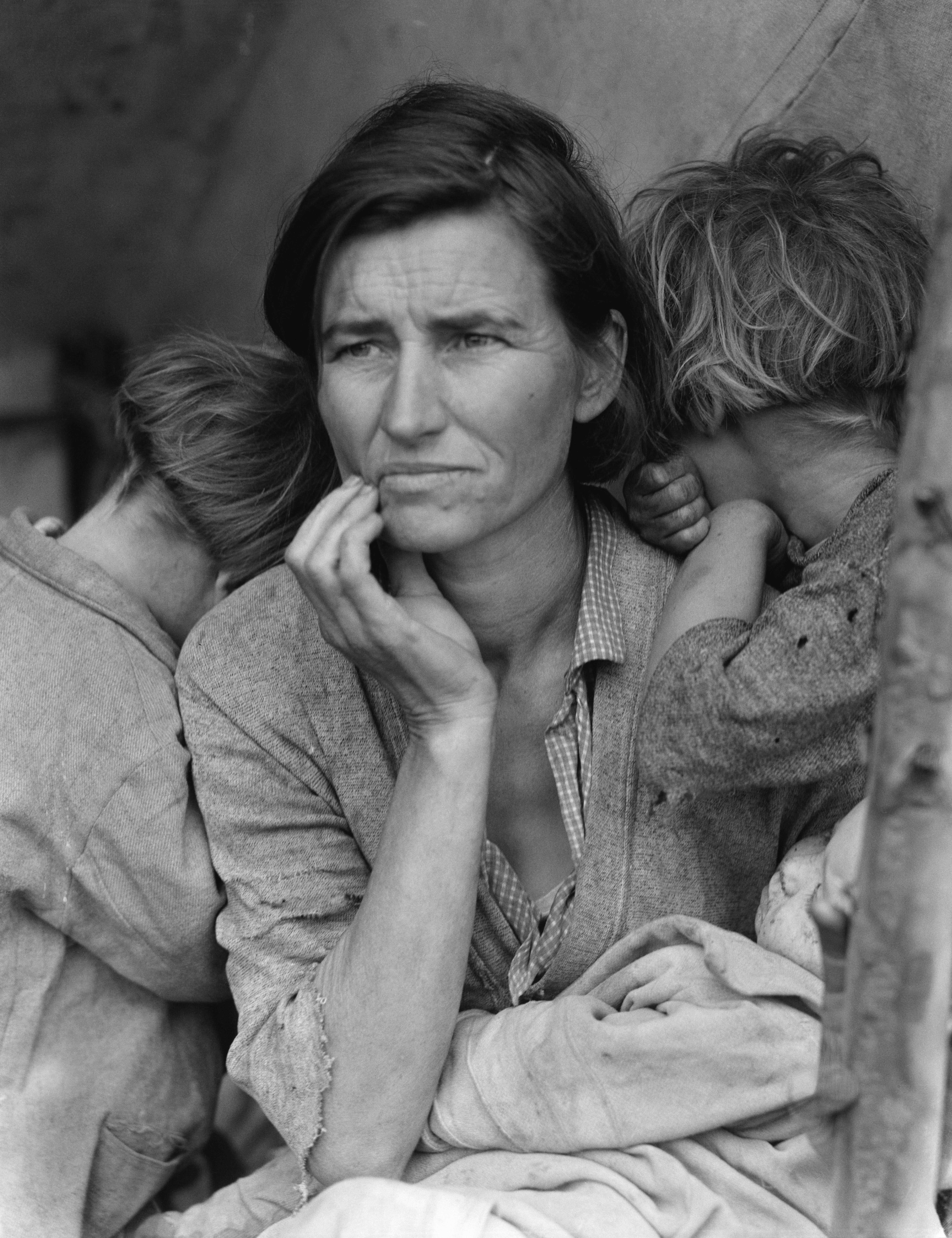
فلورنس اوونز تامسون مشهور به «مادر مهاجر»
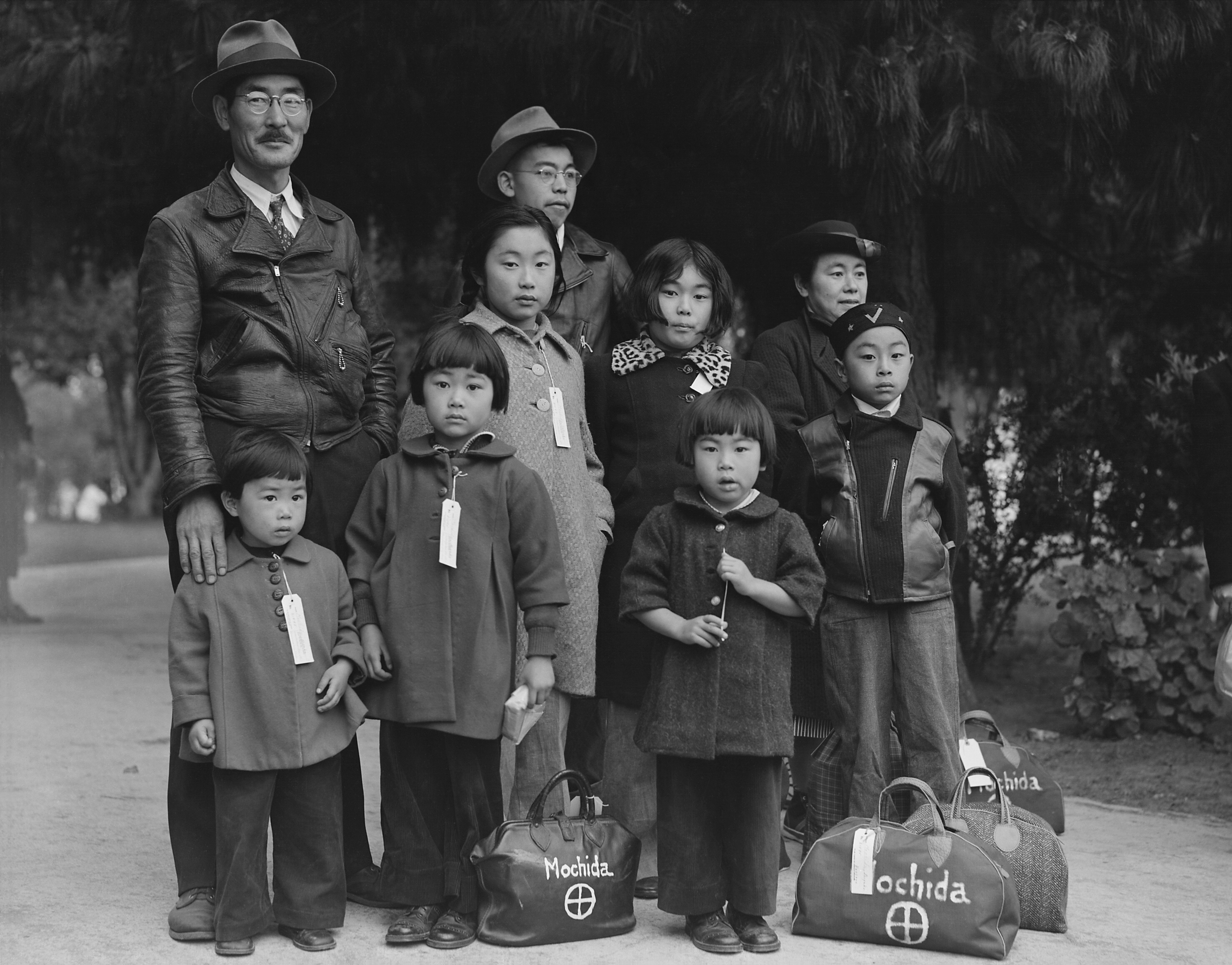
خانواده‌ای ژاپنی‌تبار در شهر هِی‌واُرد، کالیفرنیا، در حال انتظار برای انتقال داده‌شدن اجباری به اردوگاه نظامی آمریکایی
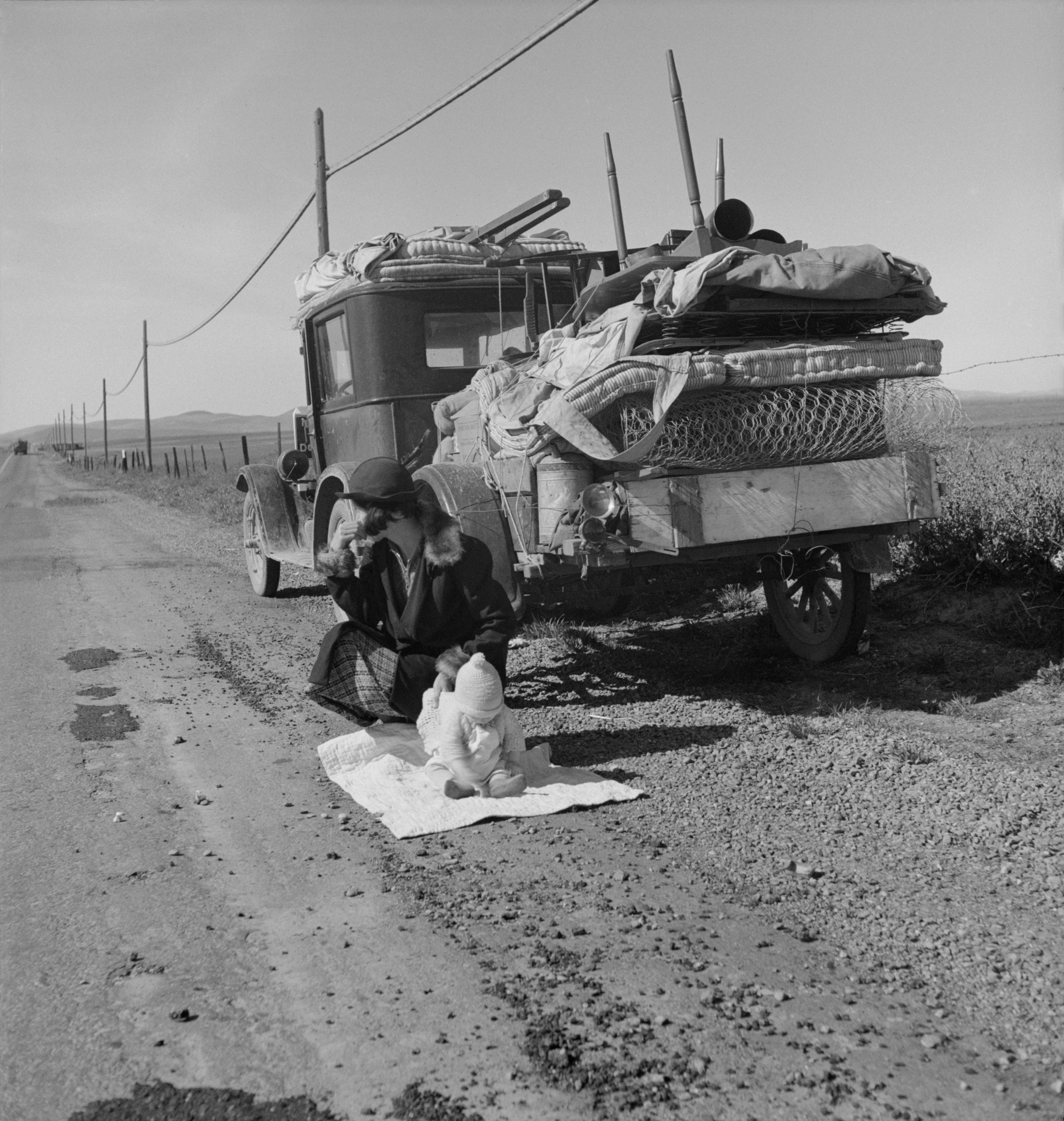
«بی‌پول، بچه مریض، جای غریب و ماشین خراب»
نگاره‌ای به‌سال ۱۹۳۹ میلادی، از یک خانوادهٔ ۷ نفرهٔ آمریکایی  که بدلیل رکود بزرگ، بی‌خانمان شدند
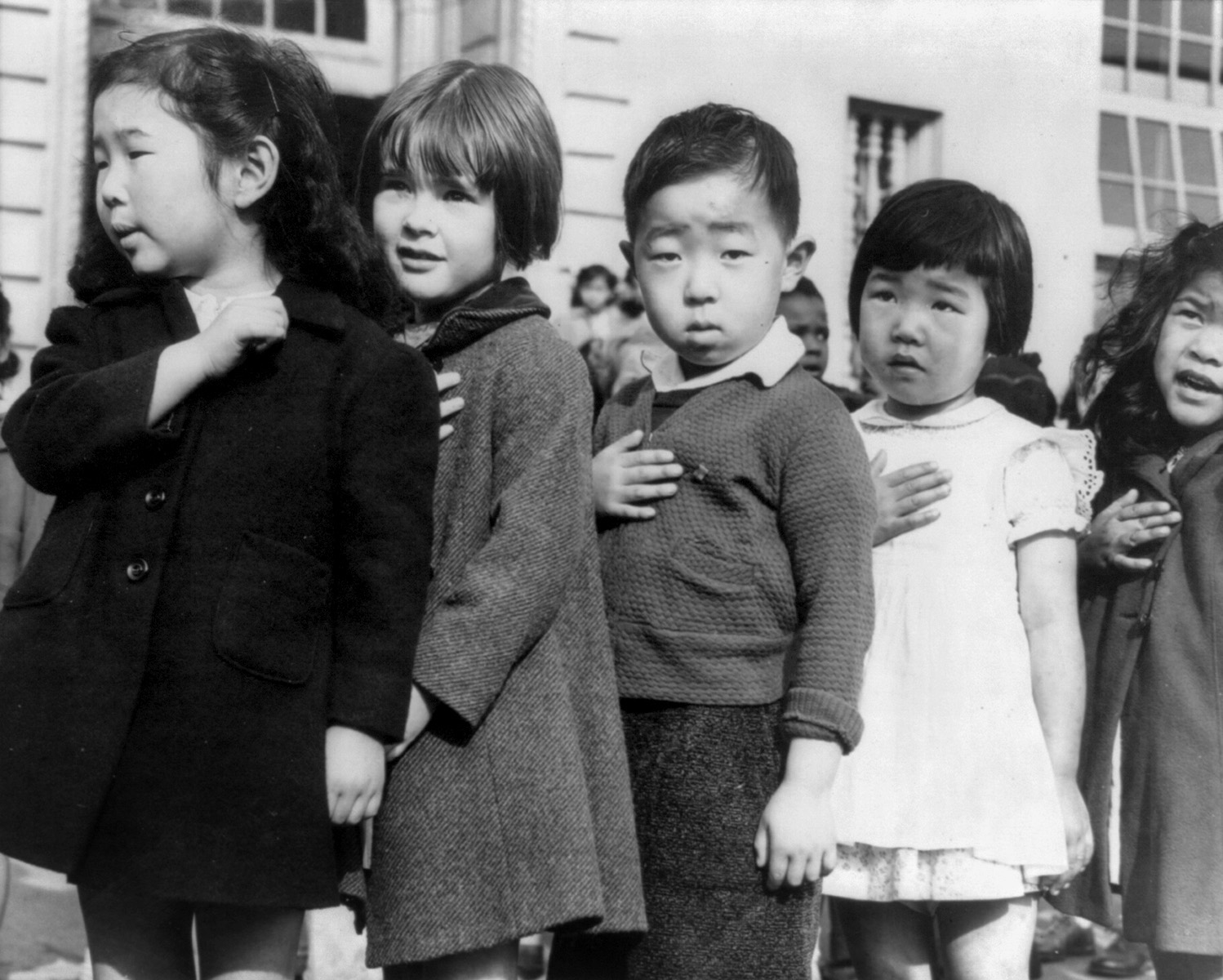
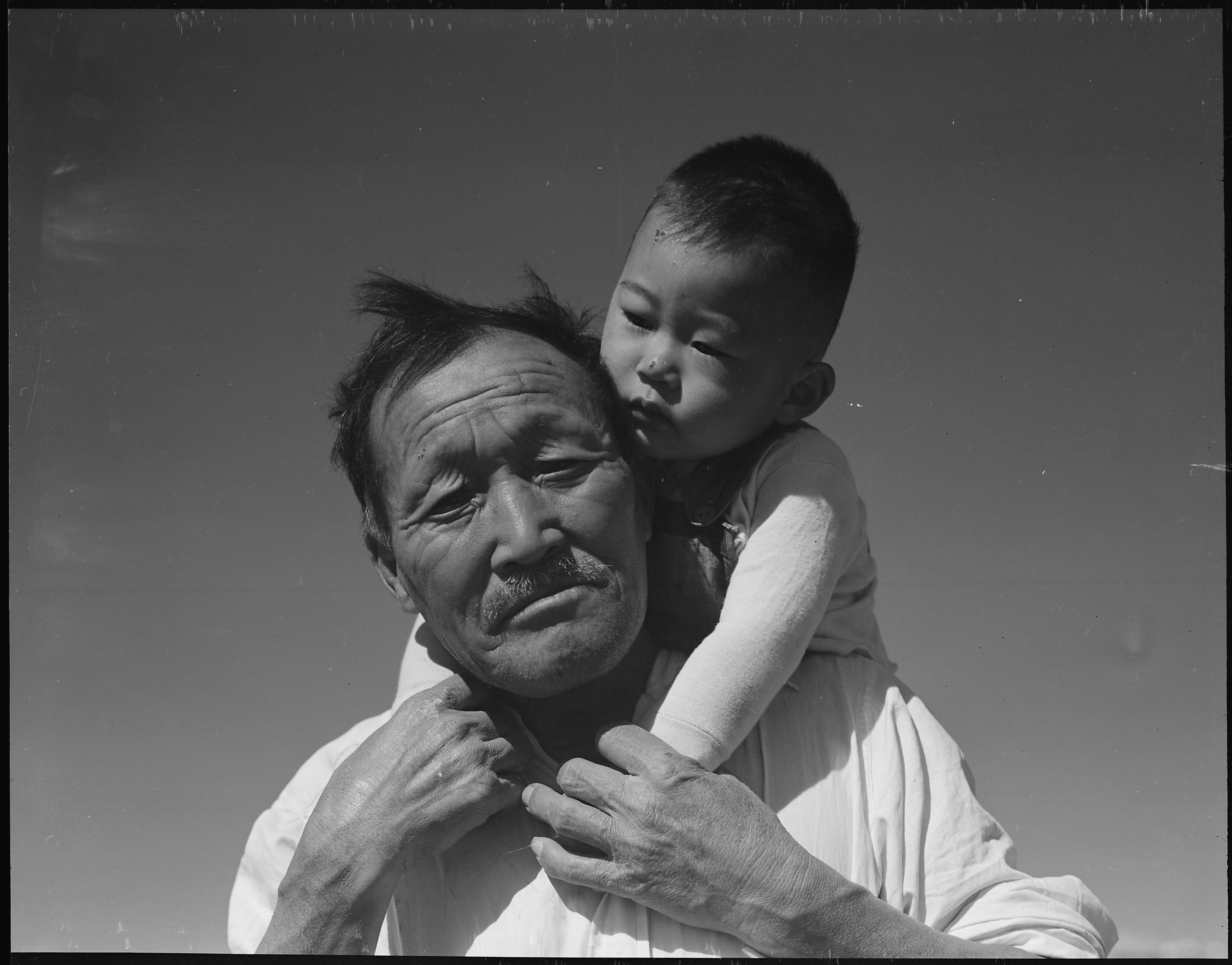